# Владимир Дишљенковић
Владимир Дишљенковић (Београд, 2. јул 1981) је бивши српски фудбалер који је играо на позицији голмана. Такође поседује и украјинско држављанство.

## Клупска каријера
Дишљенковић је прошао омладинску школу Црвене звезде, међутим пре дебија за први тим био је на позајмицама у Напретку и Хајдуку са Лиона.
Свој деби у првом тиму Звезде имао је у сезони 2001/02. Био је први голман и учествовао је у освајању дупле круне 2004. године.
На полусезони 2004/05, одлази у Металург Доњецк. Са њима је остао до 2010. када прелази у Металист Харков.

## Репрезентација
Дишљенковић је од 2004. до 2009. године одиграо 7 утакмица за репрезентацију Србије. Из репрезентације се повукао у фебруару 2010. године.

## Трофеји
Црвена звезда
- Првенство СЦГ (1) : 2003/04.
- Куп СЦГ (1) : 2003/04.